# Kogho
Pour le département, voir Kogho (département).
Kogho est une commune et le chef-lieu du département de Kogho situé dans la province du Ganzourgou de la région du Plateau-Central au Burkina Faso.

## Géographie
Kogho est localisé à environ 60 km au nord du centre de Zorgho et à 10 km à l'ouest de Boulsa, dans la région voisine du Centre-Nord). La commune est à 10 km à l'ouest de la route nationale 15.

## Santé et éducation
Kogho accueille un centre de santé et de promotion sociale (CSPS) tandis que le centre médical (CMA) le plus proche se trouve à Boulsa.